# Алпи
Ассоциация торговых и промышленных организаций «Алпи» (аббревиатура от «Алексей Леонидович Подсохин») — российская розничная компания. Штаб-квартира — в Красноярске. Обанкротилась в 2010 году.

## Собственники и руководство
Компания контролировалась топ-менеджерами (среди них президент Алексей Подсохин, вице-президенты Евгений Харьков и Андрей Граванов и др.).

## Деятельность
Сеть «Алпи» на начало 2007 года включала 64 гипермаркета в Красноярском крае, Томской, Омской, Кемеровской, Новосибирской областях и Хакасии. В конце 2000-х годов, по заявлениям руководства «Алпи», компания «перешла на мелкий формат», открыв около 150 магазинов.
Основные направления деятельности компании, кроме розничной торговли — сельское хозяйство (производство куриного мяса и мяса индейки), коммерческий банк «Канский». Также «Алпи» принадлежала фабрика по производству соков и минеральной воды.
Оборот сети в 2007 году — 16,8 млрд руб. (в 2006 году — около 10,6 млрд руб), чистая прибыль — 800 млн руб..

## Финансовые трудности
26 августа 2008 года компания допустила технический дефолт, не сумев выкупить предъявленные к оферте облигации своего дебютного выпуска на сумму 1,4 млрд руб. (из общего объёма выпуска 1,5 млрд руб.). В конце сентября 2008 года дефолт перестал быть техническим, так как компания так и не смогла расплатиться с предъявленными ей долгами; ряд держателей облигаций подали на неё в суд.
10 декабря 2009 года Арбитражный суд Красноярского края признал ОАО «Алпи» (одну из структур холдинга «Алпи») банкротом (ранее в его отношении была введена процедура наблюдения) по заявлению ООО «Первая эскалаторно-лифтовая компания» и открыл в отношении него процедуру конкурсного производства до 10 мая 2010 года.

### Продажа имущества
В феврале 2010 года на продажу одним лотом было выставлено 24 торговых комплекса «Алпи» общей площадью около 324 тыс. м². Они принадлежали компании «Сбербанк-Капитал» и перешли к ней в 2008 году в качестве отступного по долгам компании «Алпи» перед Сбербанком РФ. В состав лота вошли отдельные здания и нежилые помещения торгового назначения с земельными участками, расположенные на территории Красноярского края, Кемеровской области, республики Хакасия и Новосибирска. Стоимость лота 6,5 миллиардов рублей. В итоге все имущество было продано за сумму примерно в 3,5 миллиарда рублей компании «АМК-Фарма», аффилированной с ГК «Регионы» братьев Муцоевых.
Помещения гипермаркетов были распроданы и там открылись торговые центры сети «Сибирский городок» и другие.